# Томсон, Дэвид, 3-й барон Томсон Флитский
Дэвид Кеннет Рой Томсон, 3-й барон Томсон из Флита (англ. David Kenneth Roy Thomson, 3rd Baron Thomson of Fleet; род. 12 июня 1957) — канадский бизнесмен и британский наследственный пэр. После смерти отца в 2006 году, Томсон стал председателем корпорации Thomson, а также унаследовал от отца британский титул, 3-го барона Томсона Флитского. После приобретения Reuters в 2008 году Томсон стал председателем объединённой компании Thomson Reuters.
По состоянию на июнь 2021 года Дэвид Томсон считался самым богатым человеком в Канаде, его состояние оценивалось в 45,7 миллиарда долларов.

## Ранняя жизнь и образование
Он родился 12 июня 1957 года в Торонто, Онтарио, Канада. Старший сын Кеннета Томсона, 2-го барона Томсона Флитского (1923—2006), и его жены Мэрилин Лавис (1930—2017). У него есть сестра по имени Тейлор Томсон, а его брат Питер Томсон — гонщик.
В 1978 году Дэвид Томсон получил степень бакалавра искусств (впоследствии повышенную до магистра (Cantab)) в Селвин-колледже в Кембридже, где изучал историю. В детстве он посещал колледж Верхней Канады и школу Холла.

## Деловая карьера
Дэвид Томсон начал свою деловую карьеру в качестве младшего сотрудника в McLeod Young Weir в Торонто. Он покинул фирму, чтобы войти в семейный бизнес, работая на ряде должностей в компаниях, контролируемых семьей Томсон. Дэвид Томсон был менеджером магазина Bay в Cloverdale Mall в Этобикоке и президентом Zellers. Стремясь развить свою независимость, Томсон основал фирму по недвижимости Osmington Incorporated, которой владел и управлял за пределами империи Томсона. Осмингтон приобретает и управляет активами коммерческой недвижимости от имени институциональных акционеров. В 2010 году Осмингтон продал свою долю в восьми торговых объектах Канадскому пенсионному плану за 336 миллионов долларов. Осмингтон является крупным инвестором в FarmersEdge, компанию точного земледелия. Osmington также является партнером True North Sports and Entertainment, владельцами Winnipeg Jets Национальной хоккейной лиги и Canada Life Centre в центре города Виннипег, Манитоба . Осмингтон перестраивает торговые площади Юнион-Стейшн в Торонто. Инвестиционная деятельность Thomson управляется через торонтский хедж-фонд Morgan Bay Capital.
Согласно плану, разработанному несколько десятилетий назад основателем корпорации Thomson Corporation Роем Томсоном, после смерти Кеннета Томсона (в июне 2006 года) контроль над семейным состоянием перешел к Дэвиду.
После продажи Thomson Reuters контрольного пакета акций своего финансового бизнеса в 2018 году Томсон выразил разочарование работой в семейном бизнесе. В настоящее время он ведет переговоры с членами семьи, чтобы оставить семейный бизнес, Thomson Reuters, чтобы сосредоточиться на своем собственном искусстве и деятельности в сфере недвижимости.
„Дэвид, мой внук, должен будет принять участие в управлении Организацией, и сын Дэвида тоже“, — писал Рой Томсон в своей автобиографии 1975 года. „С состоянием, которое мы оставим им, пойдут и обязанности. Эти мальчики Томсона, которые приходят после Кена, не смогут, даже если захотят, отмахнуться от этих обязанностей“.

## Коллекция произведений искусства
Дэвид Томсон является известным коллекционером произведений искусства и владеет работами Рембрандта, Уильяма Тернера, Пауля Клее, Вильгельма Хаммерсхёя, Эдварда Мунка, Патрика Херона, Йозефа Бойса, Эрнеста Кирхнера и Эгона Шиле. Томсон владеет крупнейшей в мире коллекцией картин и рисунков английского художника Джона Констебла. В интервью с Джеральдин Норман в The Independent в 1994 году Томсон сказал, что купил свой первый рисунок констебля в 19 лет, дав продавцу „картину маслом в обмен и довольно много денег“. Норман описал его как „фанатичного коллекционера“, а Томсон описал, как он „влюбился“ в стиль Констебля в детстве. В свои двадцать лет Томсон ошеломил мир искусства двумя монументальными покупками. В 1984 году он приобрел впечатляющий» Морской пейзаж: Фолкстон " Тернера за рекордные 7,3 миллиона фунтов стерлингов (21,8 миллиона фунтов стерлингов в 2017 году) от продажи коллекции известного британского историка искусства Кеннета Кларка, лорда Кларка. В следующем году 27-летний Томсон побил ещё один мировой рекорд, купив монументальную картину Рембрандта «Христос, представленный народу» 1655 года за рекордные £ 561 000 (£1,7 млн в 2017 году) на Christie’s London, когда герцог Девонширский продал коллекцию Чатсуорта на одном из крупнейших аукционов того времени. Томсон продал оба шедевра в течение нескольких лет во время финансового кризиса 1980-х годов.
В 2002 году Дэвид Томсон и его отец заплатили рекордную цену в 76,7 миллиона долларов, чтобы приобрести картину Рубенса «Резня невинных», которая сейчас является центральным элементом коллекции Томсона в Художественной галерее Онтарио. В 2012 году Томсон побил рекорды, купив картину датского художника Вильгельма Хаммерсхёя «Ида читает письмо», заплатив самую высокую цену за датского художника. В 2012 году Томсон побил рекорд самой дорогой британской акварели 18-го века, заплатив 2,4 миллиона фунтов стерлингов за небольшой пейзаж Джона Роберта Козенса.
Thomson пожертвовал свыше 276 миллионов долларов на реконструкцию Художественной галереи Онтарио, в дополнение к созданию постоянного фонда с дополнительным пожертвованием в размере 20 миллионов долларов.
Томсон является активным приобретателем канадского искусства. В 2007 году Томсон заплатил 1,8 миллиона долларов за маску для лица, самую высокую цену, когда-либо заплаченную за одно произведение искусства коренных жителей Северной Америки. А в ноябре 2016 года он заплатил рекордные C$11,2 млн за покупку на аукционе картины художника Группы семи Лоурена Харриса под названием «Горные формы».
Томсон осуществляет свою коллекционную деятельность через свои личные произведения искусства Томсона. Томсон также финансирует Архив современного конфликта, базирующийся в Лондоне. Специалисты архива покупают коллекции фотографий по всему миру, а также управляют книжным издательством AMC Books, которое имеет канадский отпечаток Bone Idle Books, базирующийся в Торонто.

## Личная жизнь
Дэвид Томсон — отец шестерых детей от четырёх разных матерей. От первой жены, Мэри Лу Ла Прери, на которой он был женат в 1988—1997 годах, у него две дочери:
- Достопочтенная Тайра Николь Томсон
- Достопочтенная Тесса Лис Томсон

Со своей второй женой, Лори Людвик (брак в 2000—2006 годах), Томсон имеет одного сына, родившегося после того, как Томсон развелся со второй женой:
- Достопочтенный Бенджамин Джеймс Томсон Людвик (род. 10 марта 2006)

От актрисы Келли Роуэн у Дэвида Томсона есть дочь:
- Достопочтенная Брэлин Томсон (род. 28 апреля 2008)

У Томсона есть две дочери от Северин Накерс: Оттилия, родившаяся в 2015 году, и Элоди, родившаяся в 2018 году. Двое его младших детей живут с отцом и матерью. Томсон был отчужден от своей старшей дочери Тайры, в течение пяти лет, и Тайра в конечном итоге подала в суд на своего отца за неправильное управление семейными трастами. Дело было урегулировано во внесудебном порядке в 2017 году. Трое его детей живут в Лондоне, Великобритания, где Дэвид Томсон сохраняет несколько домов.
Дэвид Томсон — покровитель Художественной галереи Онтарио. После смерти своего отца он стал 3-м бароном Томсоном Флитским 12 июня 2006 года, в свой 49-й день рождения. Он не использует этот титул в Канаде. Он страстный коллекционер произведений искусства и владеет лучшей в мире коллекцией Джона Констебла.
Томсон редко давал интервью прессе и держится в тени. «Единственное существенное интервью, которое он дал, было Джеймсу Фицджеральду, который написал книгу об элитной частной школе (Upper Canada College), которую они оба посещали в Торонто», — говорится в статье от 3 июля 2006 года в «Нью-Йорк Таймс». «В своих комментариях мистеру Фицджеральду 12 лет назад Дэвид мало что мог сказать о многих людях в деловом мире». В интервью Томсон сказал: «Когда вы пытаетесь жить более сбалансированной жизнью, традиционные бизнесмены думают, что вы не настоящий мужчина. Но кто не настоящий мужчина? Ты мне это говоришь? Вы не взяли выходные с женой, у вас нет свободного времени, которое вы используете конструктивно, у вас нет хобби, вы не знаете, как пишется Моцарт. И вот вы говорите мне, что я слаб?»
Дэвид Томсон живёт один в частной резиденции, в которой также находится подземная художественная галерея, в районе Роуздейл в Торонто, Онтарио.